# Samtgemeinde Bevensen-Ebstorf
Samtgemeinde Bevensen-Ebstorf er en Samtgemeinde bestående af tretten kommuner, beliggende i den sydlige del af Landkreis Uelzen, i den nordlige del af den tyske delstat Niedersachsen. Samtgemeindes administration ligger i byen Bad Bevensen.
Samtgemeinden blev dannet 1. november 2011 ved en sammenlægning af de to Samtgemeinden Bevensen og Altes Amt Ebstorf.

## Inddeling
Samtgemeinde Bevensen-Ebstorf bestsår af de 13 kommuner:
| - Altenmedingen - Bad Bevensen, Stadt - Barum - Ebstorf, Flecken - Emmendorf | - Hanstedt - Himbergen - Jelmstorf - Natendorf | - Römstedt - Schwienau - Weste - Wriedel |